# 2-й егерский полк
2-й егерский полк — пехотная (егерская) воинская часть Русской императорской армии.

## Формирование полка
14 января 1785 года из сборной команды, составленной из чинов разных мушкетёрских полков и гарнизонных батальонов был сформирован четырёхбатальонный Финляндский егерский корпус. 22 ноября 1796 года 2-й батальон этого корпуса был назван 3-м егерским батальоном и на его основе 17 мая 1797 года был сформирован отдельный егерский полк в составе двух батальонов, под наименованием 3-го егерского полка; 31 октября 1798 года полк был наименован именем шефа, генерал-майора Гвоздева, 29 марта 1801 года наименован 2-м егерским и приведён в состав трёх батальонов. По упразднении егерских полков 28 января 1833 года присоединён к Копорскому пехотному полку. 13 апреля 1863 года из трёх батальонов Копорского полка был сформирован Омский пехотный полк, унаследовавший старшинство и знаки отличия 2-го егерского полка.

## Кампании полка

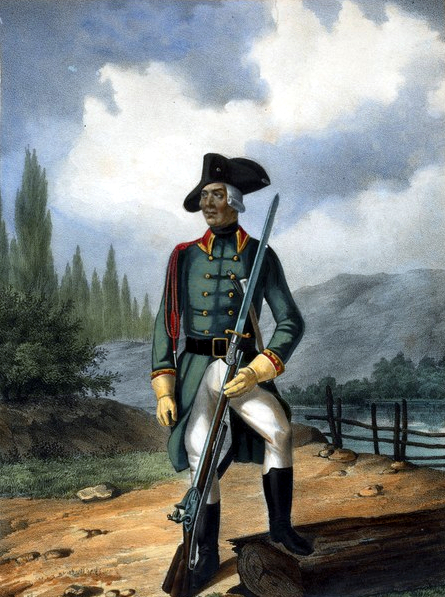
Унтер-офицер 2-го егерского полка

В 1807 году полк участвовал в войне с Францией и был в сражениях при Гейльсберге и Фридланде, а в 1808—1809 годах — в войне со Швецией, по окончании войны остался на квартиры в Финляндии.
В Отечественную войну полк находился в составе 21-й пехотной дивизии и сражался при Полоцке, Чашниках, Ушаче и на берегах Березины, один усиленный батальон (1000 человек) был отправлен в десантный отряд Штейнгеля; в 1813 г. находился при занятии Берлина и при штурме Люнебурга, затем принял участие в сражении на р. Дейме и в битве под Лейпцигом, после которой совершил поход в Голландию и занял Амстердам и Роттердам. За поход в Голландию принц Оранский пожаловал полку 15 ноября 1815 г. две серебряные трубы с надписью «3а вступление 2-го егерского полка в Амстердам 21 ноября 1813 г.». По возвращении из Голландии полк принял доблестное участие в сражениях при Краоне и Лаоне, за которые полку были пожалованы 15 января 1815 г. две серебряные трубы с надписью «За храбрость против французов при Краоне и Лаоне».
Участвуя в 1831 году в усмирении Польского мятежа 1-й и 2-й батальоны полка потерпели 7 февраля крупную неудачу в первом сражении под Вавром: находясь в авангарде, егеря были атакованы при выходе из леса превосходящим в силах неприятелем и потеряли в упорном бою знамя, 11 офицеров и 855 нижних чинов. 14 мая у Остроленки полк геройски отбил пять атак польских улан.

## Знаки отличия полка
2-й егерский полк из знаков отличия имел четыре серебряные трубы с надписями на первых двух «За храбрость против французов при Краоне и Лаоне», пожалованные 15 января 1815 г.; на двух других трубах была надпись «За вступление Егерского полка 24 ноября 1813 г. в г. Амстердам», они были пожалованы 15 ноября 1815 года.

## Шефыполка
- 01.09.1798 — 08.04.1803 — генерал-майор (с 16.02.1800 генерал-лейтенант) Гвоздев, Алексей Васильевич
- 07.05.1803 — 23.11.1809 — полковник (с 12.12.1807 генерал-майор) Книпер, Павел Карлович
- 23.11.1809 — 26.01.1810 — полковник Потёмкин, Яков Алексеевич
- 29.01.1810 — 01.09.1814 — полковник (с 15.09.1813 генерал-майор) Книпер, Фёдор Евстафьевич

## Командиры полка
- 01.09.1798 — 27.11.1798 — полковник (с 26.11.1798 генерал-майор) Драшкович, Семён Егорович
- 28.02.1799 — 1799/1800 — майор Дункер, Антон Иванович
- 1799/1800 — 23.06.1802 — подполковник (с 16.04.1800 полковник) Ридигер, Филипп Кондратьевич
- 25.08.1803 — 12.02.1809 — подполковник (с 23.04.1806 полковник) Лебле, Карл Исаакович
- 12.06.1809 — 18.09.1811 — майор Андреев, Прокофий Андреевич
- 18.09.1811 — 25.02.1816 — майор (с 27.05.1813 подполковник, с 05.01.1815 полковник) Эссен, Густав Иванович
- 25.02.1816 — 30.08.1816 — полковник Жерве, Александр Карлович
- 30.08.1816 — 19.03.1820 — подполковник (с 12.12.1816 полковник) Леонтьев, Николай Ильич
- 28.03.1820 — 11.06.1820 — подполковник Боровский, Александр Фёдорович
- 11.06.1820 — 18.04.1826 — полковник Литвинов, Иван Васильевич
- 21.04.1826 — 28.02.1828 — подполковник (с 23.08.1826 полковник) Домбровский 1-й
- 22.10.1828 — 06.12.1829 — флигель-адъютант подполковник Бибиков, Василий Петрович
- 01.01.1830 — 23.02.1830 — командующий подполковник Ходнев, Семён Иванович
- 23.02.1830 — 24.05.1833 — командующий подполковник (с 18.05.1833 полковник) Бодиско, Александр Николаевич